# Estat de Hatay
|  | Aquest article tracta sobre la republica de 1938-1939. Si cerqueu la província turca, vegeu «Província de Hatay». |

L'Estat de Hatay, sovint conegut com a República de Hatay (turc: Hatay Devleti; àrab: لواء الإسكندرونة, Liwāʾ al-Iskandarūna), fou una entitat política que va existir del 7 de setembre de 1938 al 29 de juny de 1939 en el territori del sandjak d'Alexandretta que estava sota mandat francès per un curt temps. Va ser independent prèviament a la seva integració a Turquia, i va esdevenir tot seguit la província de Hatay amb exclusió, però, dels districtes d'Erzin, Dörtyol i Hassa.

## Història
El sanjaq d'Antioquia era part de la wilaya o província d'Alep en època otomana. En acabar la I Guerra Mundial Alep fou ocupat pels francesos (27 de novembre de 1918). Alep va formar un dels estats del mandat francès a Síria i el 1922 fou unit als estats de Damasc i dels alauites en una Unió del Llevant. Turquia sota Ataturk, no va acceptar que el sandjak d'Antioquia (Antioquia, anomenada Alexandretta pels francesos) fos inclos en el mandat de la Lliga de les Nacions o Societat de Nacions, per la presència d'una forta minoria turca, i exigia un referèndum; pel memorandum del 15 de març de 1923 Turquia considerava aquest territori com ocupat i esperaven recuperar el territori al final del mandat el 1935. El 1925 el sandjak fou incorporat a l'estat de Síria. El 1936 Ataturk va proposar el nom Hatay i va portar el cas a la Societat de Nacions. A peticio de la societat, es va preparar una constitució pel sandjak que van redactar representants de França, Regne Unit, Països Baixos, Bèlgica i Turquia, que va constituir Alexandreta en un sandjak autònom.
S'hauria de celebrar un referèndum i per tranquil·litzar a Turquia i garantir la seva neutralitat en cas d'una nova guerra, el govern francès d'Édouard Daladier va deixar entrar al sandjak a l'exèrcit turc que es va encarregar del cens electoral; això va donar un 63% d'electors turcs.
Les eleccions parlamentàries del 1938 van permetre votar a 57.008 votants de les següents ètnies:
- Turcs: 35.847
- Alauites: 11.319
- Armenis: 5.504
- Àrabs cristians: 2.098
- Àrabs musulmans: 1.845
- Altres: 395

El parlament es va distribuir sobre línies ètniques: 
- Antioquia: 14 turcs, 7 alauites, 2 armenis, 2 àrabs musulmans, 1 àrab cristià
- İskenderun: 3 turcs, 2 alauites, 1 armeni, 1 àrb cristià
- Kırıkhan: 5 turcs, 2 armenis
- Total: 22 turcs, 9 alauites, 5 armenis, 2 àrabs musulmans, 2 àrabs cristians

La constitució fou adoptada el 6 de setembre de 1938 i era molt similar a la del sandjak autònom d'Alexandretta, però definia el territori com un estat independent anomenat "Hatay Devleti" (Estat de Hatay), dividit en cinc districtes (Antioquia, İskenderun, Ordu o Yayladağı, Kırıkhan i Reyhaniye o Reyhanlı); el turc era la llengua oficial i el francès la secundària; l'àrab es podria ensenyar a les escoles. El 7 de setembre de 1938 va adoptar la bandera que era molt similar a la de Turquia. El 6 de febrer de 1939 el parlament va adoptar les lleis turques i el 13 de març de 1939 va introduir la moneda turca. El 29 de juny de 1939 es va produir l'annexió oficial.

## Governants
- Cap d'estat de Hatay (Hatay Devleti Reisi), Tayfur Sökmen (1892 - 1980) 5 de setembre de 1938 - 23 de juliol de 1939
- Primer ministre, Abdurrahman Melek (1896-1978), 5 de setembre de 1938 a 23 de juliol de 1939.